# 葉劉
葉劉（ようりゅう）は、台湾の客家の複合姓の一つ。葉劉姓の子孫は台湾の桃園、新竹、苗栗と南投に主に分布している。
台湾の2018年の統計では472番目に多い姓で、163人がいる。

## 葉劉姓の由来
清朝中期、廣東省惠州府陸豐縣出身の劉家15代の先祖の劉丁がおり、彼は一人で海を渡って台湾に来た。劉丁が台湾に来た後、新竹県に定住し、劉家の12代から14代の祖先の霊を祀った。その後、新竹県に住む葉養と知り合い、親しくなった。養子として劉丁を養子にしたため、劉丁は戸籍上では葉という苗字を与えられ、葉劉丁となった。
葉養が劉丁を養子にする前に、彼には二人の息子と養女の徐裕妹がいた。 葉養の二人の息子が若くして亡くなったため、劉丁と徐裕妹を結婚させた。 葉劉姓の子孫によると、葉養と葉劉丁は、もし長男が生まれたら、養子縁組の慣習で葉姓を名乗り、次男以下は劉姓を名乗ることを明確にしていたという。しかし、葉劉丁と徐裕妹が結婚した後、二人の間には息子が一人しかいなかったため、葉劉を姓として使い続けた。 この息子は葉劉世明で、葉劉姓の16代目の先祖で祀られていた。 これが、すべての子孫が葉劉という姓を採用した理由である。
葉劉世明は三人の妻と結婚し、合計八人の息子と四人の娘がいた。一人の息子は他人の養子になった。他の七人の息子は出生順に七つのブランチを分かれた。これが今日の葉劉家の「七大房」の起源である。